# Raccolte extraeuropee del Castello Sforzesco
Le Raccolte Extraeuropee afferiscono alla direzione delle raccolte artistiche del Castello Sforzesco. Il patrimonio, formato da oltre 8.000 oggetti, è il risultato della riunione di alcune collezioni appartenute a diversi enti pubblici milanesi ed è di proprietà del Comune di Milano. L'arco cronologico va dal Perù precolombiano (1200-200 a.C.) ai primi decenni del Novecento, mentre la provenienza geografica comprende Medio ed Estremo Oriente, America Meridionale e Centrale, Africa Occidentale e Centrale e alcuni oggetti del Sudest asiatico e dell'Oceania.
Nel corso degli ultimi anni grazie ad importanti lasciti di famiglie e di privati cittadini le collezioni si sono arricchite di circa 3.000 unità.
Si tratta di collezioni di formazione antica, frutto di donazioni compiute a partire dalla seconda metà dell'Ottocento fino ai nostri giorni da parte di missionari, viaggiatori e collezionisti milanesi. Le raccolte, che all'apertura dei musei civici del Castello Sforzesco nel 1900 vennero esibite per piccoli nuclei, dal secondo dopoguerra, a seguito dei bombardamenti dell'agosto 1943. Conservate lungamente in deposito per mancanza di spazi espositivi, sono state raccolte a partire dal 2015 nel Museo delle Culture della città di Milano.

## Storia
Nel 1838 viene inaugurato il Museo di Storia Naturale, il cui nucleo fondante è costituito dalle collezioni del naturalista Giuseppe De Cristoforis (1803-1837) e Giorgio Jan (1791 - 1866). Dapprima le raccolte sono esposte nella galleria privata a Palazzo De Cristoforis e poi dal 1844, in occasione del VI Congresso degli Scienziati Italiani, nell'antico convento di Santa Marta (edificio non più esistente). Tra il 1866 e il 1892 il Museo di Storia Naturale è trasferito a Palazzo Dugnani e dal 1892 fino a oggi ai giardini di via Palestro. Già alla fine degli anni cinquanta dell'800 pervengono due importanti donazioni: la raccolta di Paolo Mentagazza e quella dei padri missionari di S. Calocero costituita di oggetti provenienti dalle isole Woodlark. Dal 1958 il Museo di Storia Naturale ha una sezione denominata "Raccolta di Etnografia ed Archeologia" dal cui registro è possibile leggere delle prime donazioni dal Perù da parte del Professor Antonio Raimondi.
Nel 1863 viene istituito il Museo Patrio Archeologico a Brera e nel 1867 è aperto al pubblico.
Nel 1874 a Milano nel Salone dei Giardini Pubblici si tiene l'Esposizione storica d'arte industriale, a seguito della quale si crea una collezione che fa capo alla Società del Museo d'Arte. Gli oggetti qui raccolti provengono da nobili, commercianti e industriali milanesi, molti di quali si recavano frequentemente per affari in Oriente, riportando oggetti e opere d'arte per le proprie residenze milanesi. Nel 1878 negli stessi locali dell'esposizione storica è fondato il Civico Museo Artistico Municipale di Milano. Nella sala V compaiono vasi peruviani, armi cesellate persiane e arabe, stoffe orientali e giapponesi. Nel 1879 queste opere compaiono nel catalogo del Museo Artistico Municipale curato da Giuseppe Mongeri.
Nel 1900 il Comune destina il Castello Sforzesco a sede dei suoi musei e vi trasferisce tutte le opere del Museo Artistico Municipale e quelle del Museo Patrio Archeologico già date precedentemente in deposito al comune.
Fra il 1904 e il 1912 Pompeo Castelfranco riordina la collezione detta "Paletnografica" del Castello, nella quale si trovano anche alcuni pezzi di natura etnografica provenienti da Africa, Asia e America. Viene riordinata anche la raccolta di Giovanni Battista Lucini Passalacqua, il primo vero nucleo di opere dell'Asia Orientale caratterizzata da una grande eterogeneità di esemplari fra i quali bronzi, porcellane, tessuti, avori, armi, e lacche.
A contribuire alle raccolte orientali pervengono quindi nel 1908 le collezioni di Carlo Giussani con rotoli dipinti, netsuke, vasi, armi, e oggetti diversi e il Legato Ermellina Dandolo, composto per lo più da porcellane cinesi e giapponesi che costituivano l'arredo di palazzo. Tale raccolta avrebbe dovuto avere degna esposizione in una sala, tuttavia gli ancora notevoli limiti conoscitivi denunciarono uno scarso interesse nei confronti di una raccolta preziosa. Carlo Giussani, che nel 1904 figura quale consigliere comunale e assessore a Milano, dove era nato nel 1846, si era trasferito alla fine degli anni sessanta a Yokohama dove esercitò l'attività di ispettore autorizzato al controllo della seta per l'esportazione, inizialmente presso una ditta, poi autonomamente fino al 1896, e quella di agente commerciale di ditte straniere. La sua permanenza in Giappone è documentata sino al 1902 anno in cui rientra in Italia.
Nel 1919 perviene al Castello la Raccolta Turati (circa 1000 pezzi) e il conservatore dell'epoca, Vicenzi, auspica l'arrivo al Castello della Raccolta Etnografica del Museo di Storia Naturale. La raccolta etnografica del dott. Andrea Achille Turati si formò durante i suoi lunghi soggiorni all'estero, documentati da un'interessante serie di album fotografici conservati presso la Raccolta Bertarelli di Milano. Turati viaggiò infatti per dieci anni in Cina, Giappone, Australia, Africa e Russia, raccogliendo una vasta collezione di carattere etnografico da lui sistematicamente schedata, che nel 1920, a tre anni dalla sua morte, fu donata al Castello.
Quando intorno agli anni venti la collezione etnografica raggiunge un notevole numero di esemplari, il museo adotta un'intensa politica di acquisti, articolati soprattutto lungo gli anni trenta. Fra di essi si distingue, per la qualità delle opere, allora definite eccezionali, quello di Puini del 1926: sinologo all'Università di Firenze e appassionato collezionista, Carlo Puini aveva raccolto circa 150 antichi bronzi cinesi e giapponesi non catalogati e messi in vendita, dopo la sua morte, dalla figlia Matilde insieme alla biblioteca del padre, formata da 167 volumi.
Esistevano in quell'epoca a Milano ditte specializzate nell'importazione di oggettistica dell'Estremo Oriente come quella di Enrico Bonomi, casa fondata nel 1920 con sede in galleria Vittorio Emanuele. Da Bonomi il Castello acquisterà una serie di oggetti giapponesi destinati alla Raccolta Etnografica.
Nel 1929-1930 viene costituita una Raccolta Etnografica comprendente le collezioni del Museo di Storia Naturale, quelle già presenti al Castello e alcune importanti donazioni, la quale viene esposta nel soppalco della Sala della Balla, sopra le collezioni cino-giapponesi ivi trasferite.
Nel 1935 si aggiunge la raccolta Vigoni (853 pezzi), mentre risale al 1939 la donazione di Alessandro Durini il quale esegue in tale anno le volontà testamentarie di Antonio Durini, morto nel 1934, che prevedevano la donazione al Comune di Milano della Galleria Durini, che oltre ai dipinti e ai preziosi arredi conservava preziose ceramiche e due servizi completi di porcellane orientali.
Durante la II Guerra Mondiale la Raccolta Etnografica viene in gran parte sfollata a Sondalo, ma le raccolte africane e la preziosa raccolta oceanica dei Padri Missionari di S. Calocero, rimaste esposte in Castello, sono distrutte sotto i bombardamenti. Dopo la guerra le raccolte saranno conservate nei depositi del Castello Sforzesco.
Nel 1954 le collezioni di ceramiche e bronzi e di oggetti indiani ed egiziani del Legato contessa Lydia Morando Attendolo Bolognini, provenienti dalle case di via S. Andrea e di via Bagutta, sono portati al Castello Sforzesco.
Nel 1970 il Museo Artistico ed Archeologico, con sede al Castello Sforzesco, divide le raccolte esistenti per tipologia e dà origine ai Musei attuali.
Nel 1999, considerata la crescente importanza delle raccolte, si decide la progettazione di un museo ad hoc, il Museo delle culture, inaugurato nel 2015 presso l'area ex industriale dell'Ansaldo nella zona di Porta Genova e iniziano a essere scorporate tutte le opere extraeuropee, dando vita alle Raccolte Extraeuropee.
Nel 2003 viene nominato il primo conservatore delle Raccolte Extraeuropee.Centro delle Culture del Mondo

## Esposizioni
Per cercare di ovviare alla carenza di spazi espositivi all'interno del Castello Sforzesco e dare visibilità alle Raccolte Extraeuropee negli ultimi anni è stata attuata una politica di mostre semi-temporanee in un percorso museale che si articola lungo alcune sale del Cortile della Rocchetta all'interno della Rocchetta e in particolare in Sala 30, Sala 36 e negli spazi del Museo degli Strumenti Musicali.
Fra le mostre allestite negli ultimi anni possono essere citate:

### Indoamerica. Archeologia ed etnografia del Sud America al Castello Sforzesco
17 febbraio 2006 -29 gennaio 2007

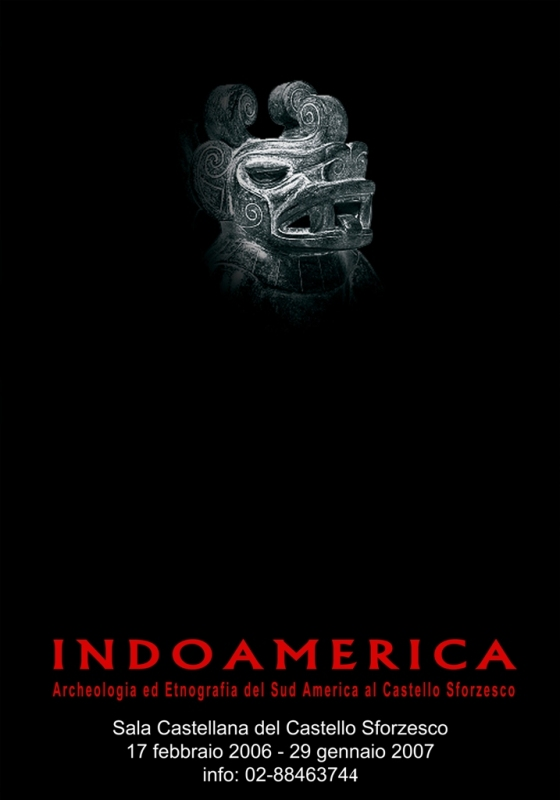
Manifesto Indoamerica

Milano vanta una tradizione molto lunga di studi e interessi verso il mondo americano, sin da quando, nel XVI secolo, l'erudito Manfredo Settala riunì varie curiosità provenienti dal nuovo mondo nel suo cabinet de meraville in via Pantano. L'interesse per il mondo indigeno americano si rafforza durante l'epoca delle grandi esplorazioni quando personaggi del calibro di Antonio Raimondi si interessano alla cultura andina promuovendo esplorazioni con un approccio decisamente scientifico e moderno. Nel corso del XX secolo diversi collezionisti e appassionati delle civiltà amerindiane (tra i quali Silvio Segre, Giovanna Torricelli, Aldo Lo Curto e gli eredi di Federico Balzarotti), hanno voluto, attraverso lasciti e donazioni, rinnovare la tradizione di interesse verso le culture indigene americane, affinché nella città rimanga una testimonianza viva di un legame con un continente fonte continua di interesse e meraviglia. Indoamerica è la prima occasione per i visitatori del Castello Sforzesco di vedere riuniti i capolavori delle collezioni americane, alcuni mai esposti prima d'ora al pubblico.

### Orientalia. Percorsi cinesi e giapponesi nelle Raccolte Extraeuropee del Castello Sforzesco
23 dicembre 2006 - 25 novembre 2007

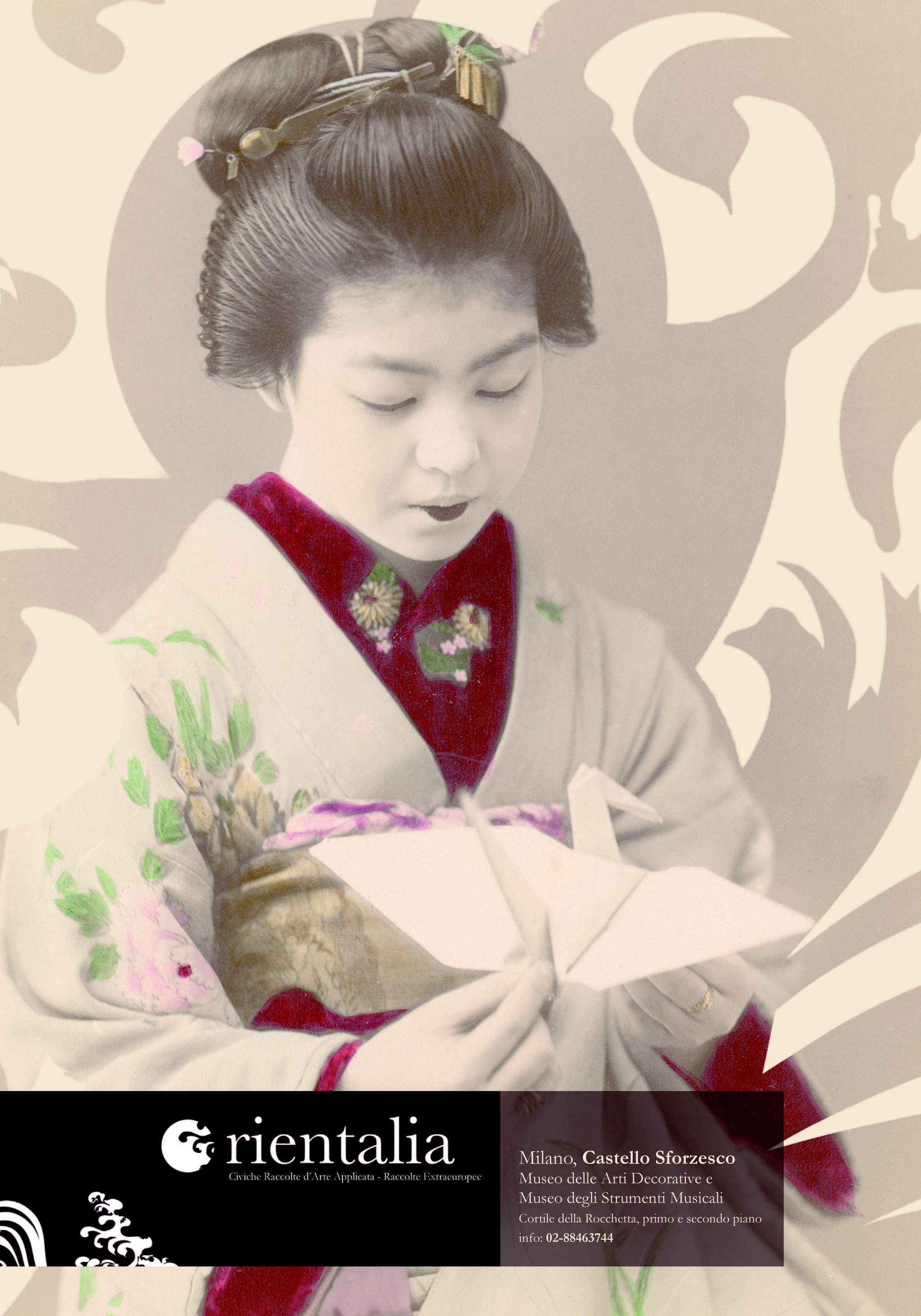
Manifesto Orientalia

Orientalia è un percorso tra alcune tipologie di oggetti dell'Estremo Oriente (cinesi e giapponesi) dislocati in due sale espositive del Museo delle Arti Decorative e degli Strumenti Musicali, riconoscibili grazie al logo/guida della mostra. Il percorso inizia dal primo piano del Cortile della Rocchetta dove si possono ammirare alcuni strumenti musicali cinesi. Si prosegue al secondo piano dove è conservata una portantina giapponese del primo periodo Edo (1628-1682); inoltre è possibile apprezzare l'arte della ceramica cinese e giapponese con confronti con la produzione europea di "cineserie" e chine de commande. Questo percorso trasversale culmina nel ballatoio della sala delle ceramiche dove troviamo esposti 140 oggetti giapponesi divisi per ambiti tematici: il tema della guerra, attraverso l'esposizione della armi da parata; il culto e i temi religiosi; le cerimonie (la preparazione del tè, l'arte dello scrivere, l'arte di bruciare essenze preziose che suggeriscono agli artisti la realizzazione di una serie di suppellettili raffinatissime). Le suggestioni di queste raffinate attività intellettuali, continuano idealmente nella sezione successiva, quella sulla vita borghese, in cui si illustra attraverso una serie di oggetti significativi, lo stile dell'epoca d'oro del Giappone imperiale, ovvero quella parte del periodo Edo. Per chiudere questo viaggio in Estremo Oriente si torna alla nostra realtà: l'ultima sezione è infatti dedicata alla produzione artistica giapponese destinata all'esportazione in Occidente. Queste tipologie di materiali arrivarono in Europa durante le cosiddette Esposizioni Universali, e anche grazie ai tanti lombardi, tra i quali ricordiamo Carlo Giussani, Achille Turati, Ferdinando Meazza (tutti donatori alle raccolte del Castello), che riunirono, grazie alla loro instancabile curiosità e passione per i mondi lontani, cospicue collezioni che oggi sono il nucleo più antico di una delle maggiori raccolte di arte estremo orientale sul piano nazionale.

### Dalla Turchia. Una scelta di opere ottomane dalla collezione del Castello Sforzesco
26 novembre 2008 - 15 febbraio 2009

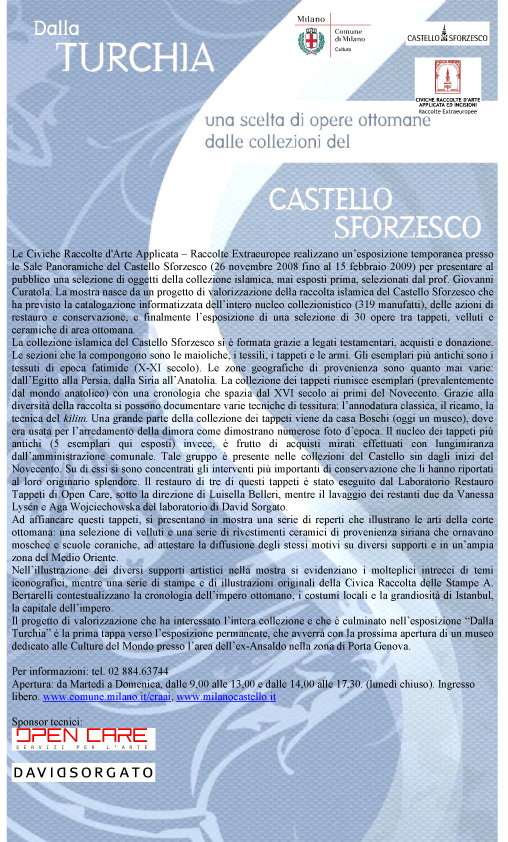
Manifesto Dalla Turchia

La mostra nasce da un progetto di valorizzazione della raccolta islamica del Castello Sforzesco che ha previsto la catalogazione informatizzata dell'intero nucleo collezionistico (319 manufatti), delle azioni di restauro e conservazione, e finalmente l'esposizione di una selezione, effettuata dal Professor Giovanni Curatela, di 30 opere tra tappeti, velluti e ceramiche che illustrano le arti della corte ottomana.
Una selezione di velluti e una serie di rivestimenti ceramici di provenienza siriana che ornavano moschee e scuole coraniche attestano la diffusione degli stessi motivi su diversi supporti e in un'ampia zona del Medio Oriente.
Nell'illustrazione dei diversi supporti artistici nella mostra si evidenziano i molteplici intrecci di temi iconografici, mentre una serie di stampe e di illustrazioni originali della Civica Raccolta delle Stampe A. Bertarelli contestualizzano la cronologia dell'impero ottomano, i costumi locali e la grandiosità di Istanbul, la capitale dell'impero.

### Mal d'Africa, Alessandro Passaré. La costruzione di una collezione
26 ottobre 2011 – 6 gennaio 2013

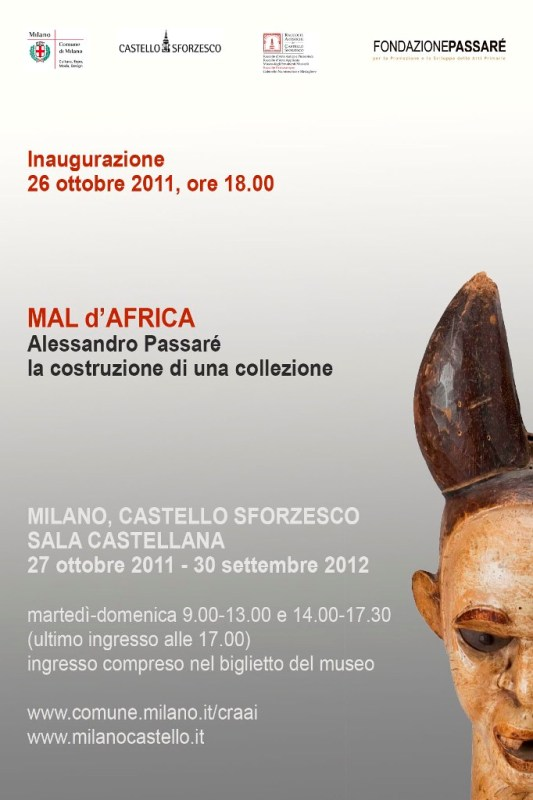
Manifesto Mal d'Africa

La mostra espone una selezione delle 400 opere di arte africana di proprietà della Fondazione Alessandro Passaré, concesse recentemente in comodato d'uso alle Raccolte Extraeuropee del Comune di Milano.
Si articola in 12 installazioni all'interno delle quali sono esposte circa una cinquantina di opere della collezione di arte africana. Il percorso vuole illustrare come Alessandro Passaré riuscì ad acquisire una grande quantità di oggetti di valore. In ogni installazione è illustrato un tema che approfondisce i meccanismi del mercato d'arte africana contemporaneo del quale Passaré era diventato, negli anni, un grande esperto.
Si ammirano i pezzi più importanti della collezione, corredati da un apparato didattico e disegni delle opere, realizzati dallo stesso Alessandro Passaré, che permettono di conoscere i valori e i significati più importanti che queste straordinarie opere d'arte hanno per le popolazioni che le hanno prodotte.

## Collezioni

### Collezioni africane
La raccolta si compone di due nuclei: una serie di manufatti che provengono dai più antichi fondi museali del Castello e che facevano parte delle collezioni etnografiche riunite durante il periodo di espansione coloniale italiana nel continente africano, e un nucleo di sculture dell'Africa subsahariana che risale in parte, al noto africanista Ezio Bassani, e in parte al medico e viaggiatore Alessandro Passaré che ha lasciato la sua collezione in comodato d'uso al Comune di Milano nel 2010. Recentemente la raccolta si è arricchita di una grande collezione di bracciali moneta provenienti dall'Africa Occidentale subsahariana.

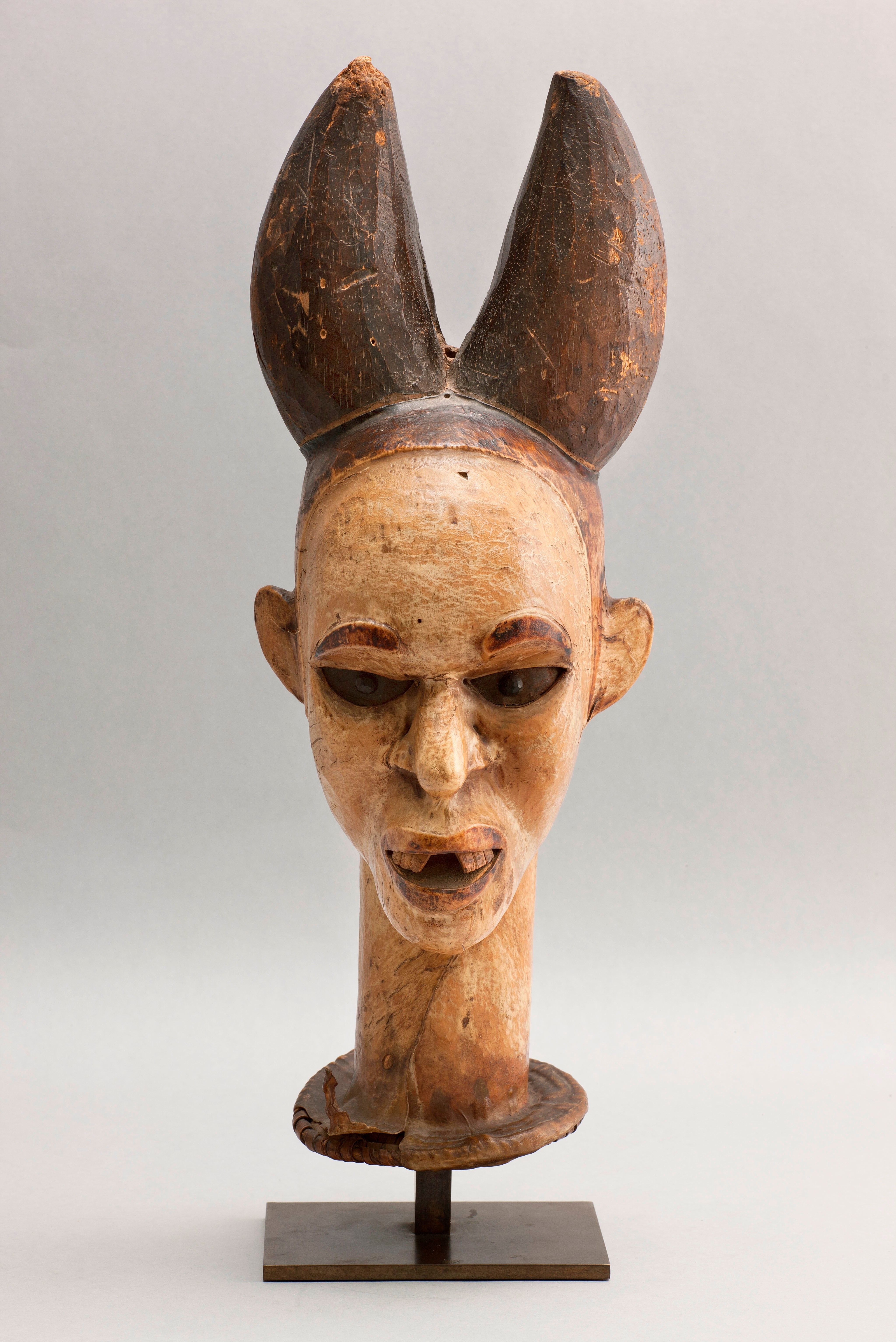
Maschera cimiero Ejagham. Società maschile Ngbe, Nigeria
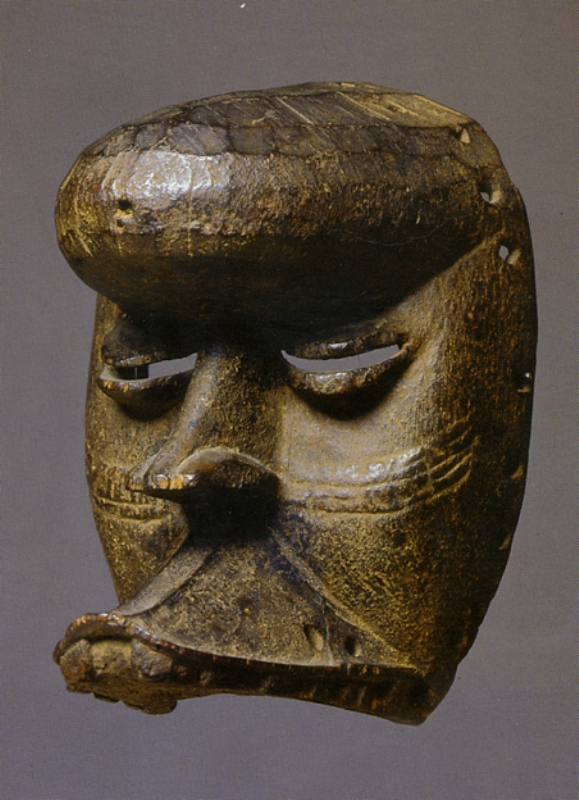
Maschera Kran, Costa d'Avorio
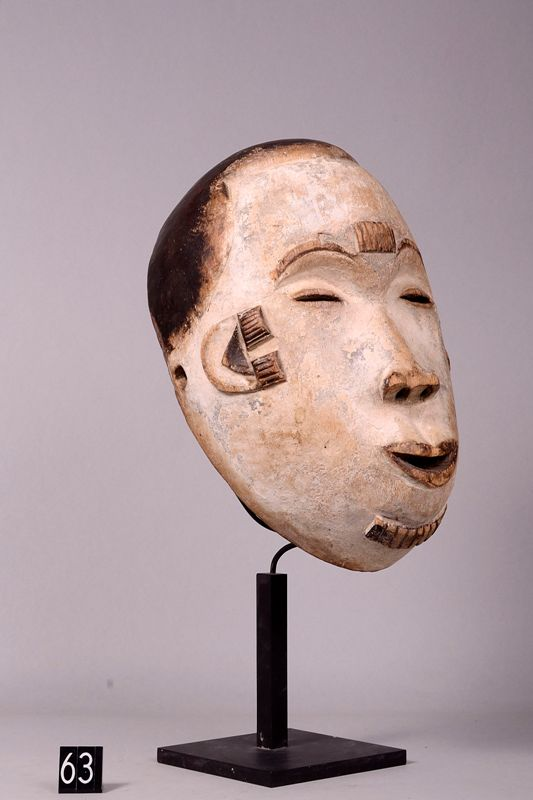
Maschera Idoma, Nigeria
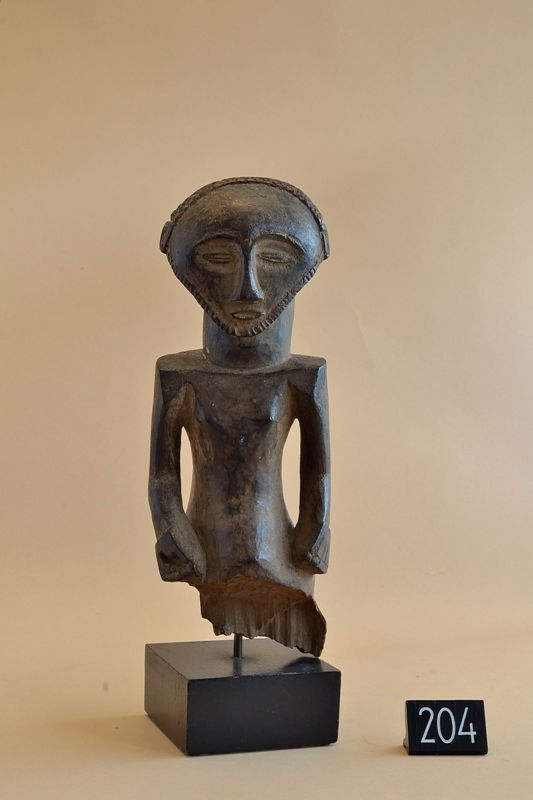
Statua Hemba, Repubblica Democratica del Congo
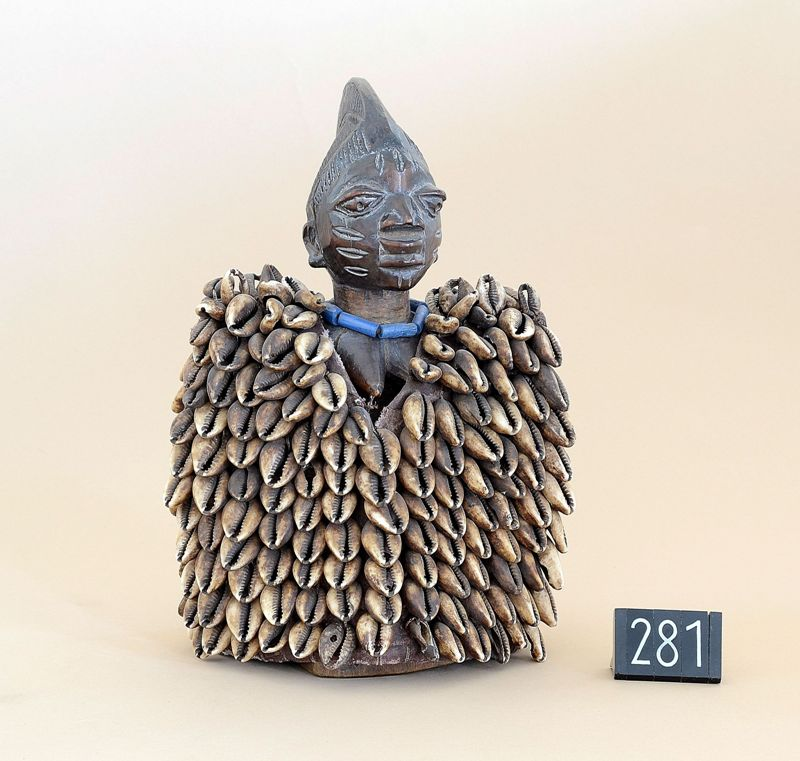
Statua Yoruba, Nigeria
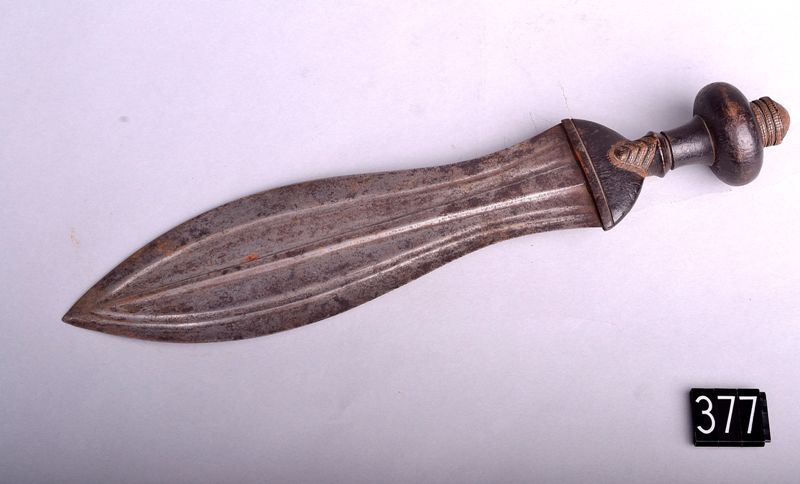
Pugnale Kuba, Repubblica Democratica del Congo

### Collezioni americane
Il nucleo originale della raccolta precolombiana conservata al Castello risale alla collezione formatasi nel Museo Civico di Storia Naturale. La collezione offre una significativa rassegna di oggetti dalle più importanti regioni dell'America precolombiana. Il Perù risulta la zona meglio testimoniata. La raccolta amazzonica è composta interamente dalla donazione di Aldo Lo Curto, medico itinerante che negli ultimi decenni ha raccolto centinaia di manufatti relativi alle culture indigene, soprattutto dell'area Goias (Brasile).

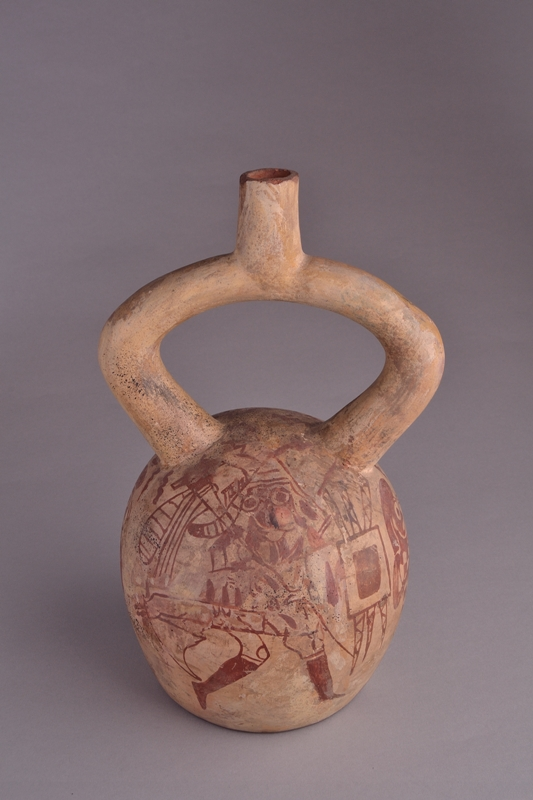
Bottiglia con ansa a staffa della cultura Moche, Perù
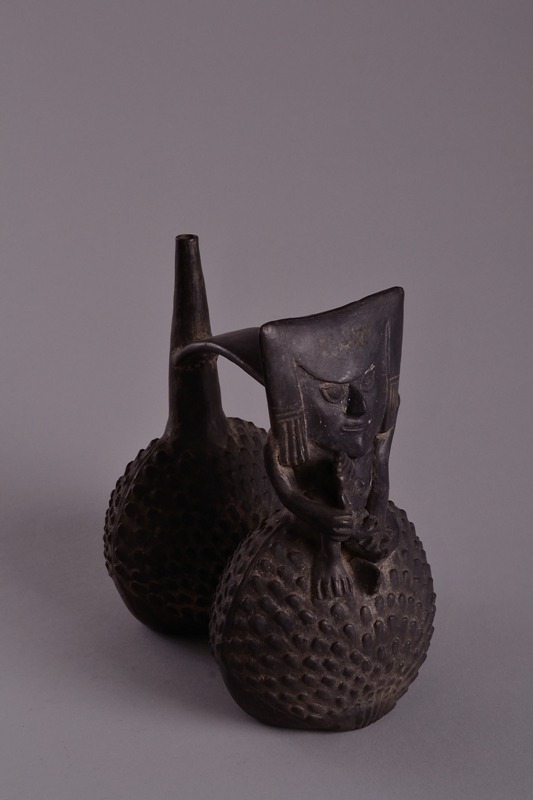
Fiasca in terracotta della cultura Chimú, Perù
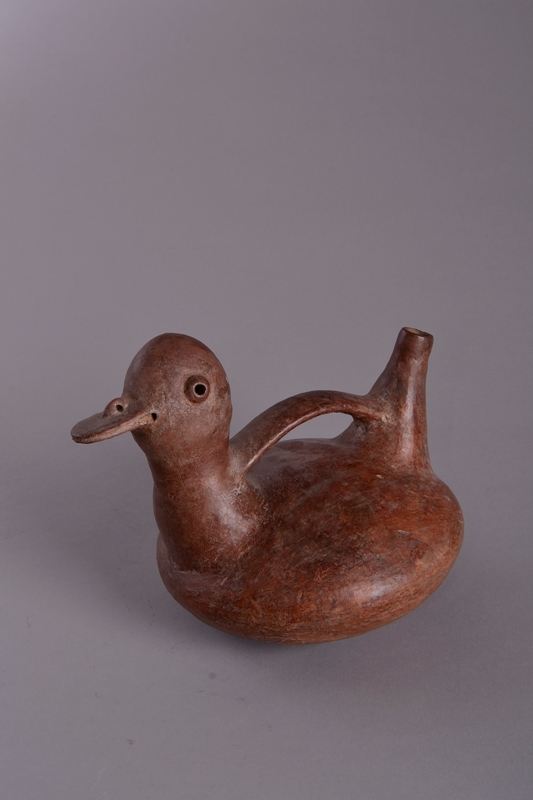
Bottiglia fischiante in terracotta della cultura Vicús, Perù
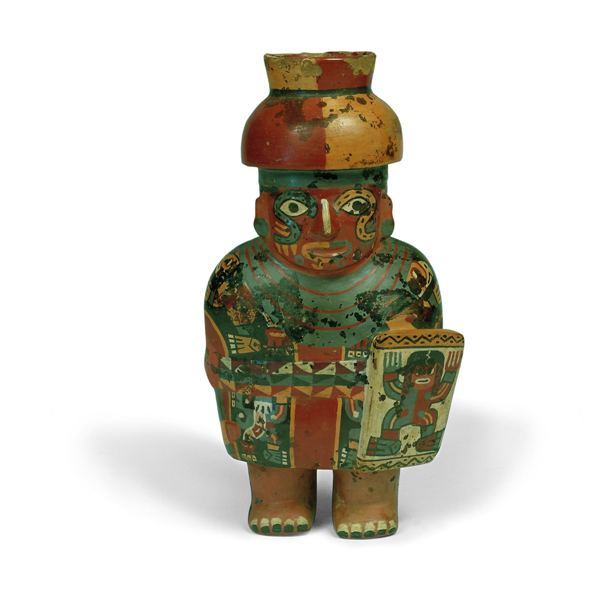
Vaso antropomorfo della cultura Huari, Perù
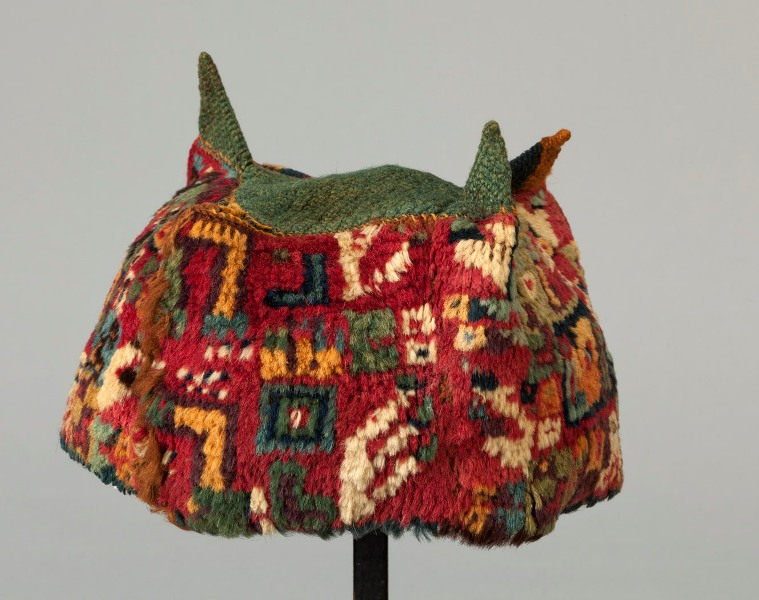
Berretto a quattro punte della cultura Huari, Perù
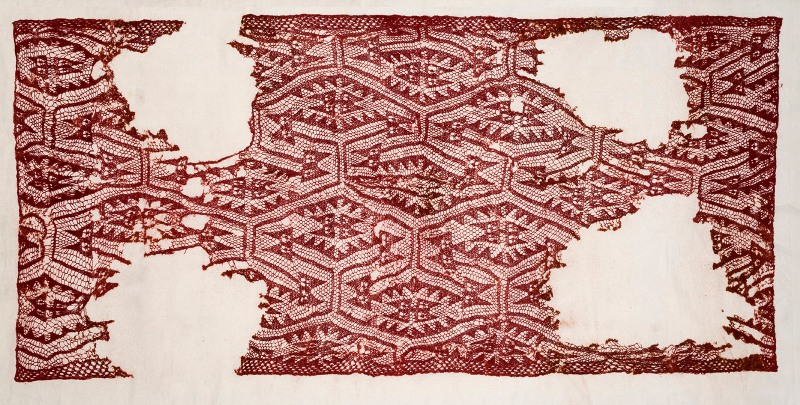
Velo femminile per il capo o pannello della cultura Chancay, Perù

### Collezioni dell'Asia orientale

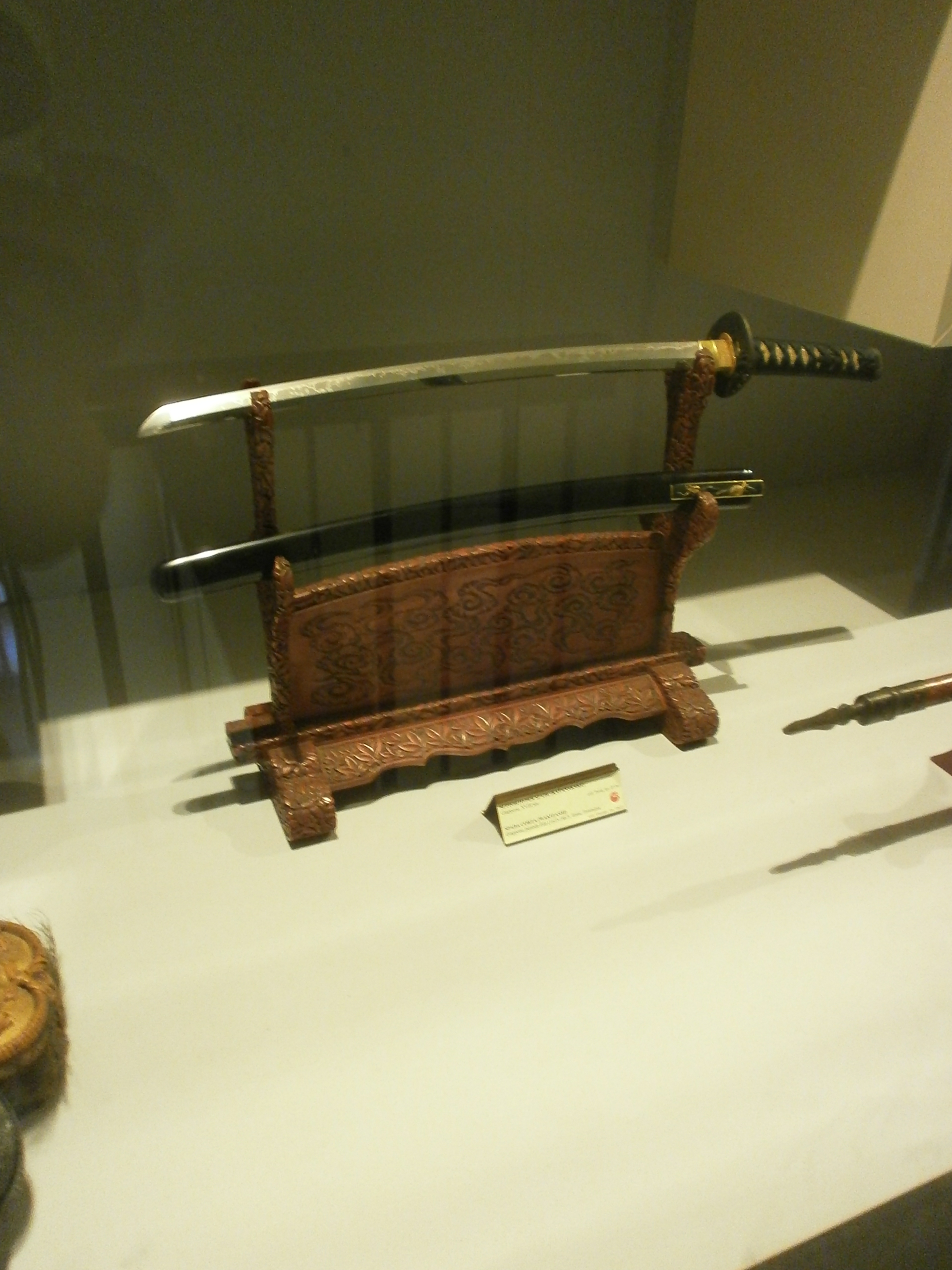
Spada corta giapponese (Wakizashi), periodo Edo.

#### Giappone
La raccolta giapponese si è costituita alla fine dell'Ottocento grazie alle donazioni pervenute da intrepidi viaggiatori milanesi che per primi si spinsero in Asia Orientale alla ricerca di uova di baco da seta. Con gli apporti di questi ultimi anni, la collezione oggi si avvicina ai 1500 manufatti. Fra questi si trovano opere di notevole valore come una scatola in lacca attribuita al famoso corredo matrimoniale di Chiyohime, registrato come tesoro nazionale, una rara portantina da donna decorata internamente con dipinti su carta e seta, e preziosi accessori di costume. Più in generale, la raccolta offre un ampio sguardo sulla produzione artistica di periodo Edo (1603-1868) grazie a un'eterogeneità di materiali che comprende costumi di seta, armi e armature dei samurai, bronzi d'altare, ceramiche per la cerimonia del tè, rotoli dipinti e altro.

#### Cina
La raccolta cinese è composta di un migliaio di manufatti fra lacche, dipinti, avori, ceramiche, porcellane, bronzi, smalti e pietre dure, e copre un arco temporale che va dall'anno zero al ventesimo secolo. Le porcellane, provenienti dalle collezioni patrizie milanesi, con oltre seicento pezzi, sono le più rappresentate, e include la gran parte delle tipologie create sia per il mercato interno, sia per quello dell'Asia Centrale, del Medio Oriente e dell'Europa. Considerevole per la varietà iconografica è la statuaria religiosa, all'interno della quale risaltano un Buddha in grés invetriato della metà del XVIII secolo, proveniente dalla residenza imperiale Yiheyuan a Pechino, e due grandi statue bronzee provenienti da templi lamaisti. Infine, una raccolta di oggetti de commande offre un'interessante analisi del reciproco sguardo e dell'“immaginario” creatosi tra la Cina e l'Europa a seguito dei contatti commerciali avvenuti nei secoli scorsi.

### Medio Oriente e mondo arabo
La collezione islamica del Castello Sforzesco si è formata grazie a legati testamentari, acquisti e donazioni. Le sezioni che compongono la collezione sono i reperti in ceramica, i tessili, i tappeti e le armi. Gli esemplari più antichi sono i tessuti di epoca fatimide (X-XI secolo). Le zone geografiche di provenienza sono quanto mai varie: dall'Egitto alla Persia, dalla Siria all'Anatolia. La collezione di maioliche ispano-moresche infine, pur facendo parte delle Raccolte d'Arte Applicata, completa il quadro della produzione di arte islamica del Mediterraneo presente al Castello. La collezione dei tappeti riunisce esemplari tra i più vari di tappeti che vengono dal mondo anatolico, con una cronologia che spazia dal XVI secolo ai primi del Novecento. Una grande parte della collezione dei tappeti viene da casa Boschi (oggi casa-museo), dove era usata per l'arredamento della dimora come dimostrano numerose foto d'epoca. Il nucleo dei tappeti più antichi invece, è frutto di acquisti mirati effettuati con lungimiranza dall'amministrazione comunale. Tale gruppo è presente nelle collezioni del Castello sin dagli inizi del Novecento: alcuni vennero esposti per un breve periodo in Sala della Balla.

### Collezioni di strumenti musicali
Fa parte del Museo degli Strumenti Musicali del Castello Sforzesco un piccolo nucleo di strumenti extraeuropei provenienti da Africa, Cina, Giappone, e Australia.

## Pubblicazioni
- L. Laurencich-Minelli (a cura di), Terrecotte del Perù precolombiano, Comune di Milano, Milano, 1984.
- A. Aimi - L. Laurencich-Minelli (a cura di), Museo d'Arti Applicate, Raccolta Precolombiana, Electa, Milano, 1991.
- Comune di Milano, Milano e l'America, volume monografico di “Rassegna di studi e di notizie”, Anno XXI (1994), Vol XVIII. Con contributi di: C. Salsi: Milano e l 'America, studi e notizie; A. Aimi: Le nuove acquisizioni della Raccolta Precolombiana; A. Aimi: Il collezionismo milanese di interesse americanistico e l'origine della Raccolta Precolombiana del Castello Sforzesco di Milano; A. Albonico: Personaggi e scritti ambrosiani riguardanti il nuovo mondo ispanico, dalla scoperta alla fine dell'Ottocento; G. Bellini: Milanesi e lombardi nella cultura ispano-americana. Ispano-americani a Milano; L. Laurencich-Minelli: Profilo preistorico e protostorico dell'America; L. Laurencich-Minelli: Collezionismo e musei sull'America indigena: un tratteggio storico
- Comune di Milano, Assessorato alla Cultura e Musei, Kinko – I bronzi estremo-orientali dalla Raccolta Etnografica del Castello Sforzesco, Mazzotta, Milano, 1995.
- Arte dell'Africa Nera. Una collezione per il nuovo Centro delle Culture, Artificio Skira, Firenze-Milano, 2000.
- Comune di Milano, Assessorato alla Cultura e Musei – Assessorato Sviluppo del Territorio, Ufficio Concorsi di Progettazione, La città delle Culture, Dossier Ansaldo, Milano, s.d.
- Dagli Appennini alle Ande passando da …: Fotografie di Luciano Bitelli / Paesaggi e rituali nello sguardo di un fotografo esploratore, Comune di Milano, Milano, 2004.
- A. Aimi (a cura di), Da Chavin agli Inca. La collezione Federico Balzarotti al Castello Sforzesco. Civiche Raccolte d'Arte Applicata, Raccolte Extraeuropee, Castello Sforzesco, Silvana Editoriale, Cologno Monzese, 2004.
- AIM, Associazione Interessi Metropolitani, I musei civici di Milano. Presente e futuro, Abitare Se gesta, Milano, 2004.
- R. Pavoni (a cura di), Viaggio in Oriente: l'avventura di Enrico Cernuschi (1821-1896) patriota, finanziere, collezionista, Federico Motta Editore, Milano, 2005.
- A. Herrera – C. Orsini – K. Lane (a cura di), La complejidad social en la sierra de Ancash. Actas del coloquio Internacional, Civica Stamperia del Comune di Milano/Il Melograno, Milano, 2006.
- G. Piva (a cura di), Samurai, opere della collezione Koelliker e delle Raccolte Extraeuropee del Castello Sforzesco (Catalogo della mostra – Milano, Palazzo Reale 25 febbraio – 2 giugno 2009), Mazzotta, Milano, 2009.
- Carolina Orsini, Claudio Salsi (a cura di), Spazio Ansaldo. Un nuovo museo per le collezioni di Asia, America e Africa del Castello Sforzesco di Milano, Supplemento a Rassegna di Studi e Notizie, Volume XXX, anno XXXIV, Milano, Castello Sforzesco, 2006.

### Articoli in riviste scientifiche
- F. Ferranti, Netsuke, in “Rassegna di studi e di notizie”, Anno IX (1982), Vol. X.F. FERRANTI, Netsuke, in “Rassegna di studi e di notizie”, Anno X (1983), Vol. XI.
- F. Pertegato, Dieci frammenti tessili dal Perù Precolombiano: considerazioni sul restauro, in “Rassegna di studi e di notizie”, Anno XI-XII (1984-85), Vol. XII.
- C. Bertoldi, Il segreto d'Oriente - porcellane cinesi e giapponesi nelle Civiche Raccolte d'Arte Applicata del Castello Sforzesco, in “Rassegna di studi e di notizie”, Anno XXIV (1997), Vol XXI.
- C. Bertoldi, Forme e decori di gusto europeo nelle porcellane cinesi del Castello Sforzesco, in “Rassegna di studi e di notizie”, Anno XXV (1998), Vol XXII.
- C. Salsi – A. Perin, Programmi e progetti per il riallestimento del Museo di Arte Decorativa del Castello Sforzesco nel secondo dopoguerra, in “Rassegna di studi e di notizie”, Anno XXVII (2000), Vol XIV.
- C. Salsi, Per un centro delle culture extraeuropee a Milano, in “Economia della cultura”, n. 3, 2001.
- C. Salsi, Introduzione, in “Rassegna di studi e di notizie”, Anno XXIX (2003), Vol. XXVI.
- P. Amadini, Ceramiche e Porcellane cinesi per il Centro delle Culture Extraeuropee, in “Rassegna di studi e di notizie”, Anno XXXII (2005), Vol. XXIX.
- M. SILANI, Note di documentazione su alcuni tessuti preispanici della Collezione Federico Balzarotti, in “Rassegna di studi e di notizie”, Anno XXXII (2005), Vol. XXIX.
- C. Orsini, Il museo sul campo: breve nota sulla Missione Archeologica e Antropologica "Antonio Raimondi" delle Raccolte Extraeuropee del Castello Sforzesco di Milano, in corso di stampa su “Rassegna di studi e di notizie”, Anno XXXIII (2006), Vol. XXX.